# Klaus Beckmann (Musikwissenschaftler)
Klaus Beckmann (* 6. Dezember 1935 in Wanne-Eickel) ist ein deutscher Gymnasiallehrer, Musikwissenschaftler, Kirchenmusiker und Hochschullehrer.

## Biografie
Klaus Beckmann studierte Philosophie, Pädagogik und Evangelische Theologie in Köln, Bonn und Bielefeld, Schulmusik in Detmold und Köln, Musikwissenschaft in Münster und Bochum (1975 Dr. phil.).
Von 1960 bis 1998 war er Gymnasiallehrer (Fächer: Musik und Ev. Religion) in Wanne-Eickel, Recklinghausen und Gelsenkirchen (1979 Studiendirektor). Von 1957 bis 2005 wirkte er als nebenamtlicher Chorleiter und Organist in Wanne-Eickel und Recklinghausen. Ebenso war er in der Kirchenmusikerausbildung tätig (Leitung von C-Kursen). An der Hochschule für Musik Detmold hatte er von 1986 bis 1996 einen Lehrauftrag für Orgelliteraturkunde inne. Er lebt seit 1983 in Herten.

## Wirken
Nach chormusikalischen Editionen (Passionen von Scandello, Beber) legte Beckmann 1971/72 Dieterich Buxtehudes Gesamtwerk für Orgel unter dem Blickwinkel der „Inneren Textkritik“ vor. Derselbe methodische Ansatz wurde von Beckmann auf weitere Komponisten des hanseatischen Orgelbarocks angewendet. Johann Gottfried Walthers Kollektaneen und Briefe sowie Leben und Werk des Eichstätter Hofkapellmeisters Joseph Meck bildeten Gegenstände weiterer Untersuchungen und Editionen.
Aus dem Detmolder Lehrauftrag erwuchs eine Bestandsaufnahme der weltweit von 1150 bis 2000 nachweisbaren Orgelmusik. Die von Beckmann konzipierte Reihe „Meister der Norddeutschen Orgelschule“ dokumentiert in 36 Bänden (Schott) nahezu komplett sämtliche repräsentativen Komponisten bzw. deren Orgelœuvres, zusammen mit einer zweibändigen Gesamtdarstellung dieser Epoche („Die Norddeutsche Schule. Orgelmusik im protestantischen Norddeutschland [...], Teil I–II“). Sein publizistisches Werk erstreckt sich auf mehr als 180 Veröffentlichungen.
1985 bis 1997 wirkte Beckmann als Organist und Moderator bei der Recklinghäuser Frühjahrs-Orgelkonzertreihe. 2010 bis 2012 betätigte er sich gemeindepädagogisch (Liedkatechesen mit entsprechendem Orgelliteraturstück) in Marl.

## Werke (Auswahl)

### Bücher
- Joseph Meck (1690–1758), Leben und Werk des Eichstätter Hofkapellmeisters. Dissertationsdruck, Bochum 1975.
- Johann Gottfried Walther, Briefe. Klaus Beckmann (Hrsg.) und Hans-Joachim Schulze (Hrsg.), Deutscher Verlag für Musik, Leipzig 1987.
- Repertorium Orgelmusik. Komponisten – Werke – Editionen, 1150–2000, 57 Länder. Band 1 Orgel solo, Band 2 Orgel + Instr., Schott, Mainz 2001.
- Die Norddeutsche Schule. Orgelmusik im protestantischen Norddeutschland zwischen 1517 und 1755. Teil I: Die Zeit der Gründerväter, 1517–1629. Teil II: Blütezeit und Verfall, 1620–1755. Schott, Mainz 2005 und 2009.
- Joseph Meck (1690–1758), Hochfürstlicher Hoff Capellmeister Vndt Cammerdiener in Eichstätt. Röderer, Burgau 2015.
- Dietrich Buxtehudes Orgelwerke. Überlieferung, Edition, Historisch legitimierte Aufführungspraxis. Schott, Mainz 2021, ISBN 978-3-95983-619-7.
- André Pirro, Dietrich Buxtehude (Erstausgabe in Französisch. Fischbacher, Paris 1911). Deutsche Erstausgabe in einer Übersetzung von Klaus Beckmann (Hrsg.). Schott, Mainz 2021, ISBN 978-3-95983-631-9.
- Aufsätze zur Norddeutschen Orgelschule (Praetorius, Tunder, Buxtehude usw.). Schott, Mainz 2022, ISBN 978-3-95983-635-7.
- Wolfgang Caspar Printz, Compendium Musicae (Guben, 1668). Faksimile-Edition mit Übersetzung ins Deutsche von Klaus Beckmann und Daniela von Aretin. ortus musikverlag, Beeskow 2023, ISBN 978-3-910684-02-7.
- Wie spiele ich Steffens, Tunder, Buxtehude usw. richtig? Ein Beitrag zur historisch legitimierten Aufführungspraxis. Schott Music, Mainz 2023, ISBN 978-3-7957-3276-9.
- Sethus Calvisius, Melopoiia [… Tonsatzlehre] (Erfurt 1592). Faksimile-Edition, ins Deutsche übertragen von Klaus Beckmann. Schott Music, Mainz 2024, ISBN 978-3-7957-3308-7.

### Artikel
Lexikonartikel
- In MGG: Meck. Dasselbe in: The New Grove 12, London 1980: Meck. Dasselbe in: The New Grove 16, London 2001: Meck.
- In MGG2: Bruhns, Meck.
- In RIEMANN 13/2012: Bölsche, Buttstett, Eler, Schildt, Vetter.

Aufsätze und Artikel in Schriften und Büchern
- Textkritische Überlegungen zu Buxtehudes Orgelwerken. In: Musik und Kirche, Kassel 1968, S. 106–1013.
- Echtheitsprobleme bei D. Buxtehudes freien Orgelwerken. In: Bericht über den Internationalen musikwissenschaftlichen Kongress Bonn 1970, Kassel [1973], S. 341–343.
- „Concerto del Sign.r Meck“ (h-Moll) – eine Fehlzuweisung Johann Gottfried Walthers. In: Musik und Kirche, Kassel 1974, S. 176–179.
- Eine bisher unbeachtete Quelle zu Buxtehudes fis-Moll-Präludium. In: Musik und Kirche, Kassel 1984, S. 271–275.
- Ein anderer Buxtehude? Zur umstrittenen Textfrage bei Buxtehudes Orgelwerken. In: Der Kirchenmusiker, Kassel 1984, S. 1–12, 48–59.
- Jakob Bölsche († 1684): Präambulum E-Dur. In: Ars Organi, Kassel 1984, S. 215–232.
- Stand Buxtehudes E-Dur-Präludium ursprünglich in C-Dur? Stellungnahme zu Transpositionshypothesen bei Orgelwerken D. Buxtehudes und V. Lübecks. In: Der Kirchenmusiker, Kassel: 1986, S. 77–84, S. 122–127.
- Der Fall „Johan. P.“. Die Rehabilitierung des Hamburger Nicolai-Organisten Johann Praetorius (†1660) und ihre Folgen für das Orgelœuvre Jan Pieterszoon Sweelincks. In: Der Kirchenmusiker, Kassel 1990, S. 16–22.
- Zur Sextole in Buxtehudes g-Moll-Präludium BuxWV 149. In: Ars Organi, Kassel 1997, S. 69–77.
- Hieronymus III Praetorius – die früh verstorbene „große Hoffnung“ in musica et organis. In: organ, Mainz 2000, S. 3–10.
- Eine köstliche Miniatur. Jacques-Nicolas Lemmens’ „Hymnus Creator alme siderum“ (1850/62). In: organ, Mainz 2012, S. 30–35.
- Wenn alles „stimmt“. Lothar Graaps „Intonation III“ für Orgel (1987). In: organ, Mainz 2013, S. 25–28.
- Dem Boten oder der Botschaft glauben? Überlieferungskritische Aspekte einer Suite von Dietrich Buxtehude in Johann Kruses Notenbuch (1694/1704). In: Concerto, Altenburg 2013, S. 25–28.
- Ingezonden. Bij Buxtehudes Te Deum. In: Het Orgel, Jg. 109/3, KVOK 2013, S. 40–41.
- Psalter - Luther - Tunder. In: Ars Organi, Mettlach 2014, S. 80–85.
- Sie nennen es Tunder. Darf ich widersprechen? In: Musik & Gottesdienst, Basel 2014, S. 93–104.
- Wie spielen Sie Tunder? DIE Kardinalfrage im Hinblick auf seinen 400. Geburtstag. – Tunder-Textschaden nach 350 Jahren repariert. In: Musica Sacra, Regensburg 2014, S. 198–201.
- Osterjubel in Lübeck. Franz Tunders Choralfantasie „Christ lag in Todesbanden“. In: organ, Mainz 2014, S. 27–31.
- Historisierend oder historisch? Andreas Knellers „Praeludium [pedaliter, d-Moll]“ in historischer Spielweise. In: organ, Mainz 2015, S. 38–42.
- Intervallische Figuration und Artikulation. In: Ars Organi, Mettlach 2015, S. 94–97.
- Was bleibt? 60 Jahre Innere Textkritik bei norddeutschen Orgelmeistern. In: Musik & Gottesdienst, Basel 2015, S. 107–122.
- Aufführungspraxis bei Tunders Orgelwerken. In: Acta Organologica, Kassel 2015, S. 369–380.
- Auf 2 Clavier. Barocke Klangregie in der Frühform der norddeutschen Choralfantasie. In: Ars Organi, Mettlach 2015, S. 232–237.
- Profiling Buxtehude. Aufführungspraxis beim Praeludium C-Dur BuxWV 138. In: Musik & Gottesdienst, Basel 2016, S. 194–203.
- Gewährsmann der historischen Aufführungspraxis? Vor 300 Jahren starb Wolfgang Caspar Printz. In: Ars Organi, Mettlach 2017, S. 22–27.
- Diagnose: Morbus Benisch. Zur „Toccata Sigr: Box de Hude ex D ped: 1684.“ (BuxWV 155). In: organ, Mainz 2017, S. 36–44.
- Dietrich Buxtehude, Johann Gottfried Walther und gescholtene Herausgeber. In: Buxtehude-Studien, Band 2, Butz, Bonn 2017, S. 165–182.
- Historisch (nicht) informierte Aufführungspraxis?. Stellungnahme zum Beitrag von S. Rampe „Ornamentik im norddeutschen Repertoire. Triller und andere Verzierungen bei Buxtehude, Reincken, Lübeck und Bruhns“. In organ 1/2018, S. 36–44. In: organ, Mainz: Schott  2/2018, S. 50–52.
- Unscheinbar, unbekannt – vergessen? Bartholomäus Weisthoma (1639-1721), Hoforganist in Eichstätt. In: Ars Organi, 66. Jahrg., Heft 2, 2018, S. 97–101.
- Des Rätsels Lösung. Zur Textfrage bei Buxtehudes Praeludium d-Moll (BuxWV 140). In: organ, 21. Jahrg., Mainz: Schott 4/2018, S. 48–55.
- Lost places, no future? Plädoyer für die Choralfantasie mit Beispielen von Johann Steffens und Heinrich Scheidemann. In: Ars Organi, 67. Jahrg., Heft 1, 2019, S. 16–23.
- Tournemire als Interpret Dietrich Buxtehudes. Konträre Interpretationsstandpunkte in Frankreich und Deutschland. In: organ, 22. Jahrg., Mainz: Schott 2/2019, S. 44–53.
- Überlieferungsprobleme bei Dietrich Buxtehudes Te Deum laudamus BuxWV 218. In: Ute van der Mâer (Hg.) Bis orat qui cantat. Festschrift zum 60. Geburtstag von Ludger Stühlmeyer. Norderstedt 2021, ISBN 978-3-7543-9507-3, S. 50–81.

### Noteneditionen
- Dietrich Buxtehude, Sämtliche Orgelwerke in vier Bänden I,1; I,2; II,1; II,2, hrsg. von Klaus Beckmann. Breitkopf & Härtel, Wiesbaden 1971/72.
- Vincent Lübeck, Sämtliche Orgelwerke, hrsg. von Klaus Beckmann. Breitkopf & Härtel, Wiesbaden 1973.
- Dietrich Buxtehude, Sämtliche Suiten und Variationen für Klavier/Cembalo, praktische Ausgabe, hrsg. von Klaus Beckmann. Breitkopf & Härtel, Wiesbaden 1980.
- Johann Adam Reincken, Sämtliche Werke für Klavier/Cembalo, hrsg. von Klaus Beckmann. Breitkopf & Härtel, Wiesbaden 1982.
- Georg Böhm, Sämtliche Werke für Klavier/Cembalo, hrsg. von Klaus Beckmann. Breitkopf & Härtel, Wiesbaden 1985.
- Johann Gottfried Walther, Sämtliche Orgelwerke I–IV, hrsg. von Klaus Beckmann. Breitkopf & Härtel, Wiesbaden 1998/99.
- Felix Schröder, 33 Choralvorspiele für Orgel, hrsg. von Klaus Beckmann und Ulrich Bartels, Strube, München 2000.
- Friedrich Wilhelm Zachow, Sämtliche Orgelwerke, hrsg. von Klaus Beckmann. Schott, Mainz 2006.
- Andreas Nicolaus Vetter, Sämtliche Orgelwerke, hrsg. von Klaus Beckmann. Schott, Mainz 2006.
- Johann Heinrich Buttstett, Sämtliche Orgelwerke I–II, hrsg. von Klaus Beckmann. Schott, Mainz 2006.
- Anonymus, Suite B-Dur für Cembalo/Klavier, Erstausgabe von Klaus Beckmann. Cornetto, Stuttgart 2013, ISMN 979-0-50222-131-7.
- Meister der Norddeutschen Orgelschule (MdNO), hrsg. von Klaus Beckmann. Schott, Mainz 2003–15. Bd. 1–36: Sämtliche Orgelwerke von Hieronymus Praetorius (Bd. 1–3) · Johann Steffens (4) · Melchior Schildt (5) · Jakob Praetorius (6) · Johann Praetorius (7) · Heinrich Scheidemann (8–10, 22) · Jan Adam Reincken (11) · Vincent Lübeck sen. und jun. (12) · Nicolaus Bruhns, Arnold M. Brunckhorst (13) · Delphin Strunck (14) · Nikolaus Adam Strunck (15) · Nikolaus Hasse (16) · Franz Tunder (17) · Theophil Andreas Volckmar (18) · Peter Morhard (19) · Paul Siefert (20) · Michael Praetorius (21) · Matthias Weckmann (23–24) · Dietrich Buxtehude (25–28) · Mancinus, Äbel, Hasse, Düben, Karges, Bölsche, Radeck, Werckmeister, Ritter, Heydorn, Kunzen, Saxer, Pfeiffer. 20 Freie Orgelwerke der Norddeutschen Schule (29) · Neunhaber, Hintz, Kortkamp, Flor, Radeck, Geist, Erich, Hanff, Schieferdecker. 20 Choralbearbeitungen der Norddeutschen Schule (30) · Andreas Kneller, Georg Dietrich Leyding (31) · Georg Böhm (32) · Samuel Scheidt (33–36).
- Joseph Meck, 6 Concerti  Op. I/1-6 [F, c, E, C, B, A], hrsg. von Kl. Beckmann, M. Sobel. Prima la musica!, Arbroath (GB) 2012.
- Joseph Meck, 5 Concerti Op. I/7-11 [F, g, G, D, d], hrsg. von Kl. Beckmann, Br. Clark. Prima la musica!, Arbroath (GB) 2012.
- Joseph Meck, 6 Concerti handschriftlicher Überlieferung [G, g, A, A, B], hrsg. von Kl. Beckmann, Br. Clark. Prima la musica!, Arbroath (GB) 2012.
- Joseph Meck, Vokalwerke, Teil 1, Kantaten für Vokalquartett, 2 Violini, Viola, Basso continuo [Offertorium; Pater mi; Vesperae breves; Miserere], hrsg. von Kl. Beckmann. Röderer, Burgau 2014.
- Joseph Meck, Vokalwerke, Teil 2, [44] Hymnus-Bearbeitungen für Vokalquartett, 2 Violini, Basso continuo, hrsg. von Kl. Beckmann. Röderer, Burgau 2014.
- Dieterich Buxtehude, The Collected Work, Vol. 10, Sacred Words for Five Voices and Instruments, Part 1, Membra Jesu Nostri, Edited by Klaus Beckmann. Versions by Gustav Düben of Cantatas 1, 3, and 4, Edited by Paul Walker. The Broude Trust, New York 2015.
- Johann Paul Schiffelholz, Thesaurus reconditus (Der verborgene Schatz), VIII Concerti Op. I (Augsburg 1727) für Violino principale, Violino primo, Violino secondo, Viola, Violoncello, Organo (Cembalo), hrsg. von Klaus Beckmann, Heft 1 (Conc. I; Conc. II Mitarbeit Joachim Winkler), Heft 2 (Conc. III-IV Mitarbeit J. Winkler), Heft 3 (Conc. V-VI Mitarbeit Lorenzo Lucca), Heft 4 (Conc. VII-VIII). ortus musikverlag, Beeskow 2019.